# Skutterskelfe
Skutterskelfe – civil parish w Anglii, w North Yorkshire, w dystrykcie (unitary authority) North Yorkshire. W 2011 civil parish liczyła 129 mieszkańców. Skutterskelfe jest wspomniana w Domesday Book (1086) jako Codeschelf/Codreschef/Codreschelf. W obszar civil parish wchodzi także Thoraldby.